# Okushiri (comune)
Okushiri (奥尻町?) è una cittadina giapponese della prefettura di Hokkaidō. Il suo territorio coincide con l'isola omonima.

## Clima
| Isola Okushiri (1991-2020) Fonte: JMA | Mesi         | Mesi         | Mesi         | Mesi        | Mesi        | Mesi        | Mesi        | Mesi        | Mesi        | Mesi        | Mesi        | Mesi         | Stagioni | Stagioni | Stagioni | Stagioni | Anno    |
| Isola Okushiri (1991-2020) Fonte: JMA | Gen          | Feb          | Mar          | Apr         | Mag         | Giu         | Lug         | Ago         | Set         | Ott         | Nov         | Dic          | Inv      | Pri      | Est      | Aut      | Anno    |
| ------------------------------------- | ------------ | ------------ | ------------ | ----------- | ----------- | ----------- | ----------- | ----------- | ----------- | ----------- | ----------- | ------------ | -------- | -------- | -------- | -------- | ------- |
| T. max. media (°C)                    | 1,6          | 1,9          | 5,3          | 10,0        | 14,6        | 19,0        | 22,9        | 25,4        | 22,6        | 16,6        | 10,0        | 3,9          | 2,5      | 10,0     | 22,4     | 16,4     | 12,8    |
| T. media (°C)                         | −0,4         | −0,2         | 3,0          | 7,4         | 11,7        | 16,0        | 20,1        | 22,5        | 20,0        | 14,2        | 7,6         | 1,7          | 0,4      | 7,4      | 19,5     | 13,9     | 10,3    |
| T. min. media (°C)                    | −2,4         | −2,2         | 0,7          | 5,0         | 9,3         | 13,6        | 17,9        | 20,1        | 17,5        | 11,8        | 5,1         | −0,5         | −1,7     | 5,0      | 17,2     | 11,5     | 8,0     |
| T. max. assoluta (°C)                 | 9,6 (2009)   | 12,9 (2010)  | 14,5 (1997)  | 21,5 (2012) | 23,1 (1984) | 26,4 (1986) | 31,2 (2021) | 33,2 (1999) | 30,9 (2020) | 23,8 (2012) | 19,0 (2003) | 14,6 (2018)  | 14,6     | 23,1     | 33,2     | 30,9     | 33,2    |
| T. min. assoluta (°C)                 | −12,7 (1986) | −13,4 (1996) | −10,4 (1984) | −4,6 (1978) | 0,2 (1991)  | 5,0 (1981)  | 8,9 (1979)  | 12,1 (1979) | 6,6 (1987)  | −0,2 (1983) | −7,6 (1982) | −13,2 (1984) | −13,4    | −10,4    | 5,0      | −7,6     | −13,4   |
| Giorni di calura (Tmax ≥ 30 °C)       | 0,0          | 0,0          | 0,0          | 0,0         | 0,0         | 0,0         | 0,1         | 0,3         | 0,2         | 0,0         | 0,0         | 0,0          | 0,0      | 0,0      | 0,4      | 0,2      | 0,6     |
| Giorni di gelo (Tmin ≤ 0 °C)          | 24,7         | 21,7         | 11,5         | 0,3         | 0,0         | 0,0         | 0,0         | 0,0         | 0,0         | 0,0         | 2,8         | 17,2         | 63,6     | 11,8     | 0,0      | 2,8      | 78,2    |
| Precipitazioni (mm)                   | 29,6         | 34,1         | 42,4         | 64,2        | 83,8        | 76,3        | 113,3       | 127,1       | 122,7       | 90,4        | 84,2        | 61,9         | 125,6    | 190,4    | 316,7    | 297,3    | 930,0   |
| Giorni di pioggia                     | 6,3          | 5,4          | 6,6          | 7,7         | 8,4         | 7,3         | 8,7         | 8,1         | 9,5         | 11,0        | 11,1        | 9,2          | 20,9     | 22,7     | 24,1     | 31,6     | 99,3    |
| Ore di soleggiamento mensili          | 45,2         | 71,3         | 158,2        | 207,9       | 196,2       | 178,4       | 154,3       | 199,1       | 189,1       | 160,6       | 87,0        | 46,3         | 162,8    | 562,3    | 531,8    | 436,7    | 1 693,6 |
| Vento (direzione-m/s)                 | WNW 8,8      | WNW 8,3      | WNW 7,4      | SSE 6,1     | SSE 5,3     | SSE 4,3     | SSE 4,2     | SSE 4,2     | SE 5,1      | WNW 6,3     | WNW 7,6     | WNW 8,9      | 8,7      | 6,3      | 4,2      | 6,3      | 6,4     |